# Банахова решётка
Банахова решётка ({\displaystyle KB}-линеал) — векторная решётка, являющаяся банаховым пространством с монотонной нормой, то есть в которой для любой пары векторов {\displaystyle \left|x\right|\leqslant \left|y\right|} выполнено {\displaystyle \lVert x\rVert \leqslant \lVert y\rVert }.
Примеры банаховых решёток — пространства непрерывных функций на произвольном компакте (с равномерной нормой и поточечным порядком), пространства {\displaystyle L^{p}}, пространства Орлича.
Изоморфизм в общеалгебраическом смысле в банаховой решётке является изометрией с точки зрения банаховой нормы, обратное в общем случае не верно. Произвольную векторную решётку можно превратить в банахову, притом единственным с точностью до эквивалентности нормы способом. Более того, все монотонные банаховы нормы на банаховой решётке эквивалентны, что, в общем случае, неверно для произвольных векторных решёток. Тем самым, порядковая структура банаховой решётки содержит всю информацию о банаховой топологии.